# Jacques Rotmil
Jacques Rotmil, auch Jack Rotmil und Jacek Rotmil (* 24. November 1888 in Sankt Petersburg, Russisches Kaiserreich; † 26. Juli 1944 in Warschau, Generalgouvernement) war ein russischer Filmarchitekt.

## Leben und Wirken
Rotmil wurde in Karlsruhe zum Ingenieur und Architekten ausgebildet. Anschließend begann er dort seine Arbeit als Innenarchitekt. Unmittelbar nach dem Ersten Weltkrieg knüpfte Rotmil in Berlin Kontakte zur deutschen Filmindustrie. Dort stattete er zur Zeit der Weimarer Republik eine Fülle von wenig anspruchsvollen Unterhaltungsfilmen aus. Rotmil entwarf bevorzugt die Kulissen für die Lustspiele Richard Eichbergs und Viktor Jansons, von ihm stammen aber auch die Filmbauten zu mehreren Inszenierungen von Jakob Fleck, Gustav Ucicky und Wilhelm Thiele.
Infolge der Machtergreifung verließ der Jude Rotmil Deutschland im Frühjahr fluchtartig. In Warschau fand er, seinen Vornamen zu "Jacek" polonisiert, problemlos Anschluss an das dortige Filmschaffen und blieb auch weiterhin äußerst produktiv. Rotmil stattete rund ein Dutzend Filme pro Jahr aus, darunter auch einige wenige in jiddisch gedrehte Werke. Nach der Belagerung von Warschau durch die Wehrmacht im September 1939 tauchte Rotmil in den Untergrund ab. Später verhaftet, wurde er unmittelbar vor Beginn des Warschauer Aufstandes am 26. Juli 1944 im Warschauer Pawiak-Gefängnis exekutiert.

## Filmografie
- 1919: Er selbst – sein Gott
- 1920: Gefolterte Herzen
- 1920: Die Hand des Würgers
- 1921: Der lebende Propeller
- 1921: Die Jagd nach der Frau
- 1922: Ihre Hoheit, die Tänzerin
- 1922: Monna Vanna
- 1923: Fräulein Raffke
- 1923: Das Milliardensouper
- 1924: Die Motorbraut
- 1924: Colibri
- 1924: Niniche
- 1924: Die schönste Frau der Welt
- 1925: Leidenschaft
- 1925: Luxusweibchen
- 1925: Der Bastard
- 1925: Die vom Niederrhein
- 1925: Die Gesunkenen
- 1926: Familie Schimek
- 1926: Die keusche Susanne
- 1926: Die geschiedene Frau
- 1926: Die Königin des Weltbades
- 1927: Liebelei
- 1927: Liebesreigen
- 1927: Ein rheinisches Mädchen beim rheinischen Wein
- 1927: Ich habe im Mai von der Liebe geträumt
- 1927: Die tolle Lola
- 1927: Das Fürstenkind
- 1927: Der Fürst von Pappenheim
- 1927: Die Leibeigenen
- 1927: Der Orlow
- 1928: Schneeschuhbanditen
- 1928: Die blaue Maus
- 1928: Ihr dunkler Punkt
- 1928: Vom Täter fehlt jede Spur
- 1928: Der Tanzstudent
- 1928: S.O.S. Schiff in Not
- 1929: Adieu, Mascotte
- 1929: Schwarzwaldmädel
- 1929: Der Sträfling aus Stambul
- 1929: Phantome des Glücks
- 1929: Wenn Du einmal Dein Herz verschenkst
- 1930: Das Donkosakenlied
- 1930: Troika
- 1930: Die Csikosbaroneß
- 1930: Dolly macht Karriere
- 1930: Nach Sibirien (Na Sybir)
- 1930: Das alte Lied
- 1931: Die Faschingsfee
- 1931: Reserve hat Ruh
- 1931: Der Herr Bürovorsteher
- 1931: Der Draufgänger
- 1931: Lügen auf Rügen
- 1932: Holzapfel weiß alles
- 1932: Es war einmal ein Walzer
- 1932: Das Abenteuer der Thea Roland
- 1932: Das Blaue vom Himmel
- 1933: Zabawka
- 1933: Prokurator Alicja Horn
- 1934: Młody las
- 1934: Czarna perła
- 1935: Dwie Joasie
- 1935: Jaśnie pan szofer
- 1935: Rapsodia Bałtyku
- 1936: Bolek i Lolek
- 1936: Róża (Rose)
- 1936: Geheimnis von Fräulein Brinx (Tajemnica panny Brinx)
- 1937: Der Dybbuk (Dybuk)
- 1937: Piętro wyżej
- 1937: Książątko
- 1937: Znachor
- 1938: Ein Brief an die Mutter (A brivele der mamen)
- 1938: Florian
- 1938: Mateczka
- 1938: Robert i Bertrand
- 1938: Ostatnia brygada
- 1939: Czarne diamenty
- 1939: Doktor Murek
- 1939: Zapomniana melodia